# Sonate K. 490
La sonate K. 490 (F.434/L.206) en ré majeur est une œuvre pour clavier du compositeur italien Domenico Scarlatti.

## Présentation
La sonate K. 490 en ré majeur, notée Cantabile, « est un chef-d'œuvre audacieux et singulier » s'ouvrant sur un cantabile bientôt transformé en un rythme obsédant entrecoupé de saetas,, une forme de procession flamenco de la Semaine sainte à Séville ; Ralph Kirkpatrick y entendait déjà des tambours marquant la basse.
Cette sonate est la première d'un triptyque d'inspiration espagnole, avec les sonates K. 491 et 492, l'un des sommets de toute l'œuvre de Scarlatti. Jane Clark et John Henry van der Meer (nl), considérant le registre de l'instrument, datent le triptyque de 1740,, tout comme la sonate K. 104 et la sonate K. 105 du catalogue.

## Manuscrits

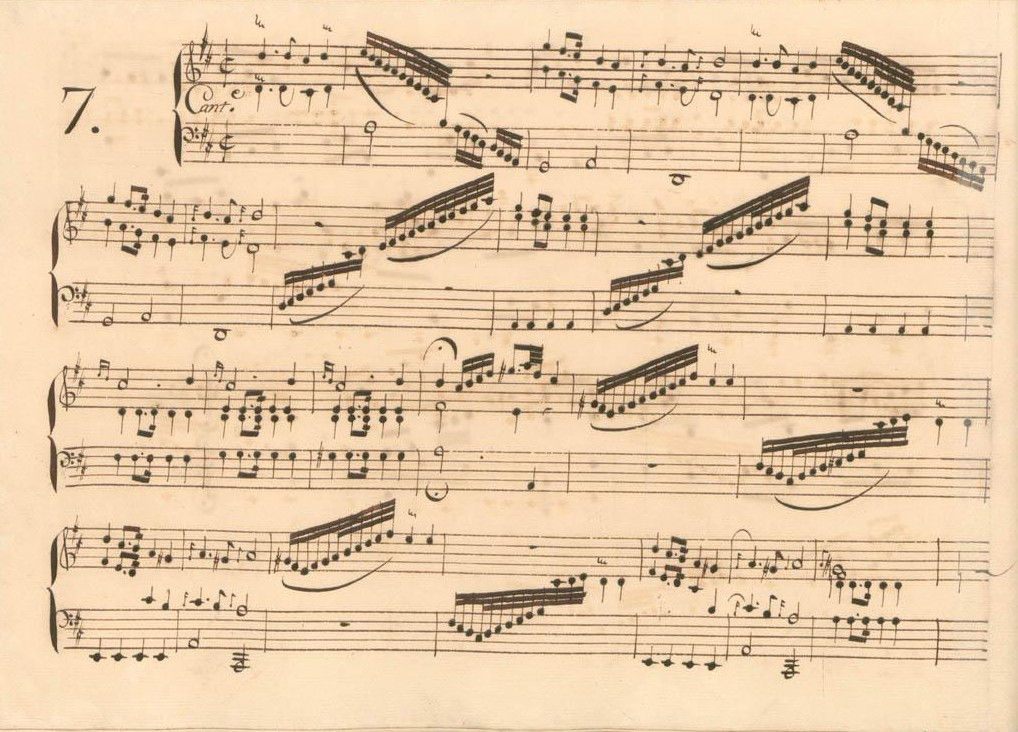
Début de la sonate dans le manuscrit de Parme.

Le manuscrit principal est le numéro 7 du volume XII de Venise (1756), copié pour Maria Barbara ; l'autre étant Parme XIV 7. Les autres sources manuscrites sont Münster I 25, Vienne G 44 et Fitzwilliam Museum, Mu Ms. 147.

## Interprètes
Au piano, la sonate K. 490 est défendue par Pietro Scarpini (1957, Rhine Classics), John McCabe (1981, Divin Art), Linda Nicholson (2004, Capriccio), Carlo Grante (Music & Arts, vol. 5) et Sean Kennard (2017, Naxos, vol. 17) ; au clavecin par Wanda Landowska (1940), Ralph Kirkpatrick (1954, Sony), Igor Kipnis (1968, Sony), Gustav Leonhardt (1970, DHM), Trevor Pinnock (1981, CRD ; 2014, Linn), Scott Ross (1985, Erato), Ton Koopman (1986, Capriccio), Andreas Staier (1991, DHM), Nicolau de Figueiredo (2001, Intrada), Jory Vinikour (2005, Delos) et Nicolau de Figueiredo (Intrada). Aline Zylberajch l'a enregistrée sur piano-forte en 2005 (Ambronay), ainsi que Charles Metz, sur un piano-forte carré, fabriqué en 1806 par Clementi (2023, Navona) ; et Pascal Boëls à la guitare (2001, Calliope).

## Sources
: document utilisé comme source pour la rédaction de cet article.
- Ralph Kirkpatrick (trad. de l'anglais par Dennis Collins), Domenico Scarlatti, Paris, Lattès, coll. « Musique et Musiciens », 1982 (1re éd. 1953 (en)), 493 p. (OCLC 954954205, BNF 34689181).
- Alain de Chambure, « Domenico Scarlatti : Intégrale des sonates — Scott Ross », p. 228, Erato (2564-62092-2), 1985 (OCLC 891183737) .
- Roland de Candé, Les chefs-d'œuvre classiques de la musique, Paris, Seuil, 2000, 802 p. (ISBN 2-02-039863-X, OCLC 46473027, BNF 37105991), p. 613–614.
- (en) W. Dean Sutcliffe, The Keyboard Sonatas of Domenico Scarlatti and Eighteenth-Century Musical Style, Cambridge / New York, Cambridge University Press, 2008, xi-400 (ISBN 978-0-521-07122-2, OCLC 1005658462), p. 268 sqq.